# 雲田郡
雲田郡（ウンジョンぐん）は、朝鮮民主主義人民共和国平安北道の南部に位置する郡。

## 地理
清川江の沖積平野である雲田平野に位置し、南は黄海に面する。東は博川郡、北に泰川郡、西に定州市と接する。

## 行政区画
1邑・25里を管轄する。
| - 雲田邑（ウンジョヌプ） - 嘉山里（カサンニ） - 観海里（クァネリ） - 九蓮里（クリョンニ） - 金鶏里（クムゲリ） - 大淵里（テヨンニ） - 大鰲里（テオリ） - 徳巌里（トガムニ） - 徳元里（トグォンニ） - 東三里（トンサムニ） - 東倉里（トンチャンニ） - 龍鳳里（リョンボンニ） - 宝石里（ポソンニ） | - 鳳徳里（ポンドンニ） - 北一里（プギルリ） - 三光里（サムグァンニ） - 西三里（ソサムニ） - 松鶴里（ソンハンニ） - 新五里（シノリ） - 玉野里（オギャリ） - 雲田里（ウンジョンニ） - 雲河里（ウナリ） - 院西里（ウォンソリ） - 月峴里（ウォリョンニ） - 清亭里（チョンジョンニ） - 鶴山里（ハクサンニ） |

## 歴史
かつては定州郡・博川郡の一部。1952年12月の行政区画再編によって編成された。

### 年表
この節の出典
- 1952年12月 - 郡面里統廃合により、平安北道定州郡馬山面・大田面・古徳面・葛山面、博川郡龍渓面・西面および嘉山面・青龍面の各一部地域をもって、雲田郡を設置。雲田郡に以下の邑・里が成立。(1邑27里)
  - 雲田邑・五山里・黒麓里・光東里・逸海里・艾島里・細馬里・月峴里・徳元里・日新里・観海里・徳巌里・大鰲里・雲河里・院西里・清亭里・東倉里・新五里・玉野里・鶴山里・松鶴里・金鶏里・隠鳳里・五龍里・三光里・嘉山里・龍鳳里・北一里
- 1953年 (1邑1労働者区25里)
  - 艾島里が艾島労働者区に昇格。
  - 北一里が博川郡に編入。
- 1954年10月 (1邑29里)
  - 五山里・黒麓里・光東里・逸海里・細馬里・艾島労働者区および五龍里・隠鳳里・日新里の各一部が定州郡に編入。
  - 博川郡宝石里・九蓮里・嶺美里・西三里・鳳徳里・東三里・三峯里・青龍里・大淵里・三和里・北一里を編入。
  - 雲田邑が雲田里に降格。
  - 隠鳳里の残部が清亭里に編入。
  - 五龍里の残部が三光里に編入。
  - 松鶴里・金鶏里の各一部が鶴山里に編入。
  - 鶴山里の一部が松鶴里に編入。
  - 嶺美里および宝石里の一部が合併し、雲田邑が発足。
- 1958年6月 (1邑25里)
  - 日新里が定州郡に編入。
  - 三和里・三峯里・青龍里が博川郡に編入。

## 交通

### 鉄道
- 平義線
  - 雲田駅 - 雲岩駅